# Une journée à Rome
Pour plus de détails, voir Fiche technique et Distribution.
Une journée à Rome (Un giorno speciale en version originale, littéralement « Un jour spécial ») est un film dramatique italien réalisé par Francesca Comencini et sorti en 2012.

## Synopsis
Le film restitue l'image d'une jeunesse italienne désemparée à la recherche de repères insaisissables.
L'action se situe dans la banlieue romaine. Les personnages sont un garçon Marco, joué par Filippo Scicchitano qui effectue son premier jour de travail comme chauffeur et une jeune fille (Giulia Valentini), qu'il va chercher et qui est à la recherche du succès en tant qu'actrice. Marco doit conduire Gina auprès d'un homme politique en pensant que celui-ci pourra faire décoller sa carrière. Le voyage semble interminable dans le chaos du trafic romain, et de nombreux imprévus font que Marco et Gina finiront par passer ensemble l'entière journée, finissant par se découvrir en comparant leurs propres vies et expériences personnelles.

## Fiche technique
- Titre : Une journée à Rome
- Titre original : Un giorno speciale
- Réalisation : Francesca Comencini
- Scénario : Giulia Calenda, Davide Lantieri et Francesca Comencini
- Photographie : Luca Bigazzi
- Montage : Gianni Monciotti, Chiara Vullo et Massimo Fiocchi
- Musique : Carratello et Ratchev
- Producteur : Marco Camilli et Carlo Degli Esposti
  - Producteur délégué : Patrizia Massa
  - Producteur exécutif : Francesco Tatò
- Production : Palomar
- Distribution : Lucky Red et Bellissima Films
- Pays de production :  Italie
- Genre : Drame
- Durée : 89 minutes
- Dates de sortie :
  - Italie : 4 octobre 2012
  - France : 17 juillet 2013

## Distribution
- Filippo Scicchitano : Marco
- Giulia Valentini : Gina
- Roberto Infascelli : Chauffeur dépôt
- Antonio Giancarlo Zavatteri : Balestra
- Daniela del Priore : Marta
- Rocco Miglionico : Rocco
- Alessio Gallo : l'homme de la sécurité

## Récompenses et distinctions
Ce film a été sélectionné pour concourir au Lion d'or de la Mostra de Venise 2012.